# Aspitates unicolorata
Aspitates unicolorata är en fjärilsart som beskrevs av Sub. 1895. Aspitates unicolorata ingår i släktet Aspitates och familjen mätare. Inga underarter finns listade i Catalogue of Life.